# Megáli Vrýsi (Héraklion)
Megáli Vrýsi, en grec moderne : Μεγάλη Βρύση, est un village du dème de Gortyne, dans le district régional de Héraklion, de la Crète, en Grèce. Selon le recensement de 2011, la population de Megáli Vrýsi compte 624 habitants.
Le village est situé à une distance de 31,2 km de Héraklion et à une altitude de 690 mètres. 

## Histoire
Le village doit son nom à la fontaine située en son centre, qui était autrefois très grande et fournissait beaucoup d'eau. Il est mentionné dans la province de Monofatsi lors des recensements vénitiens de 1577 (dénommé Megalivrissi metochio). En 1583, il est mentionné dans le recensement de Castrofilaca sous le nom de Megali Vrissi avec 71 habitants.